# 西沢豪
西沢 豪（にしざわ つよし、1917年 - 1977年）は、日本の記録映画監督。

## 人物
名カメラマン・白井茂とともに、漂泊の画家・山下清に7ヶ月間密着し、その作品と実像に迫った『はだかの天才画家 山下清』（35分・35mm・カラー、日本映画新社、1957年）は、異色の作品として注目された。
監督した『コールドチェーン ─低温で生鮮食品を運ぶ仕組み─』（27分、岩波映画製作所、1965年）が日本産業映画コンクール産業映画賞を受賞した。
東宝文化映画部に入社。応召を挟んで、東宝教育映画部を皮切りに、日本映画新社、岩波映画製作所、日本シネセルなどで記録映画、教育映画の脚本、監督を担当した。

## 経歴
- 1917年生まれ。
- 1948年、『ぼくらの教室』（東宝教育映画部、丸山章治監督）で脚本担当。
- 1949年、『私たちの貯金』で監督としてデビュー。
- 1950年、愛知県のトヨタ自動車工場 を撮影した『流れ作業』（東宝教育映画）監督。「働くものの權利」（東宝教育映画、20分、民間情報教育局の映画）、「櫻島」（東宝教育映画）監督。
- 1956年、『サラン』監督。
- 1957年、『はだかの天才画家 山下清』監督。
- 1958年、『日本の工業地帯』監督。
- 1960年、『エラブの海』（日本映画新社）監督。
- 1963年、『日本の建築 すまいの伝統』プロデュース。
- 1964年、『日本の国立公園』監督。
- 1965年、『コールドチェーン—低温で生鮮食品を運ぶ仕組み—』監督。